# 瑪麗亞·克蕾門蒂娜·索別斯卡
瑪麗亞·克蕾門蒂娜·索別斯卡（波蘭語：Maria Klementyna Sobieska，1702年7月18日—1735年1月18日），雅各·路德維克·索別斯基的女兒，波蘭國王揚三世·索別斯基的孫女。

## 家庭
1719年，瑪麗亞·克蕾門蒂娜與詹姆斯黨的王位覬覦者詹姆斯·法蘭西斯·愛德華結婚，兩人共有兩個兒子：
1. 查爾斯·愛德華（1720年—1788年）
2. 亨利·本尼迪克特（1725年—1807年）